# Africanus Horton
Africanus Horton, född 1835, död 1883, även känd som James Beale, var en författare, läkare och folklorist från Sierra Leone.
Africanus föddes nära Freetown, Sierra Leone, som James Horton. Hans föräldrar var frigivna slavar. Han tog senare efternamnet Beale efter rektorn på hans grammatikskola och förnamnet Africanus. Han utbildade sig till läkare i London. I karriären var han förutom läkare även officer i brittiska flottan, banktjänsteman och gruventreprenör. Samtidigt skrev han ett antal böcker och essäer och medicin, politik och utbildning. De mest kända av dessa är West African Countries and Peoples (1868), där kravet om självstyre läggs fram utifrån tanken på att afrikaner är likvärdiga med européer, och Vindication of the African Race (1868). Horton ses ofta som en av grundarna till den afrikanska nationalismen.

## Eftermäle
Nedslagskratern Africanus Horton på planeten Merkurius är uppkallad efter honom.